# Louis Gallet
Louis Gallet (Valence, 14 febbraio 1835 – Parigi, 16 ottobre 1898) è stato uno scrittore francese di libretti d'opera, opere teatrali, romanzi, memorie, opuscoli e innumerevoli articoli, ricordato soprattutto per i suoi adattamenti di narrativa, e per i libretti di cantate e opere liriche, in particolare per i compositori Georges Bizet, Camille Saint-Saëns e Jules Massenet.

## Biografia
Di giorno Gallet si sostentava con un lavoro minore nell'amministrazione dell'assistenza ai poveri e con incarichi, prima come tesoriere e poi come amministratore generale, all'ospedale di Beaujon, a Parigi e in altri ospedali (rif. Saint-Saëns).
Nel 1871 Camille du Locle, il direttore dell'Opéra-Comique di Parigi, si offrì di produrre un'opera in un atto di Camille Saint-Saëns. Propose come collaboratore Louis Gallet, che Saint-Saëns non conosceva e il risultato fu il leggero pezzo La princesse jaune; fu importante come la prima japonerie sul palcoscenico operistico, poiché il Giappone aveva aperto solo di recente al commercio con l'Occidente e le prime stampe giapponesi su legno erano state viste a Parigi solo due anni prima. I due lavorarono insieme armoniosamente per anni e fu Saint-Saëns a raccomandare Gallet come critico musicale per la Nouvelle Revue, sebbene non fosse un musicista.
Per Massenet procurò per la prima volta un libretto per l'oratorio Marie-Magdeleine (1872) che si rivelò il primo grande successo di Massenet e il primo dei suoi quattro oratori drammatici.
L'opera in un atto di Georges Bizet Djamileh su libretto di Gallet fu presentata per la prima volta il 22 maggio 1872 all'Opéra-Comique, a Parigi, ma altre due opere di Bizet di Gallet ed Edouard Blau rimasero incomplete per prematura morte di Bizet nel 1875: La coupe du roi de Thulé (1869) e un Don Rodrigue in cinque atti (1873).
Nel suo libretto per Thaïs di Massenet impiegò un verso libero senza rime che definì, alla maniera del parnassianesimo, poésie melique che, come i suoi predecessori greci classici, era ideata per una declamazione con accompagnamento (melodrama). Nelle mani di Gallet la declamazione salì a poco a poco in un'aria liberamente strutturata che fu elevata al di sopra del livello di prosa dalle sue sonorità e dai suoi schemi sintattici, formule che si adattavano finemente alle tecniche musicali di Saint-Saëns e Massenet. Dopo la morte di Gallet, Saint-Saëns scrisse:

## Opere

### Libretti
| - Le Kobold, opera (Ernest Guiraud, 1870) - Djamileh, opera (Georges Bizet, 1872) - Marie-Magdeleine, oratorio (Jules Massenet, 1872) - La princesse jaune, opera (Camille Saint-Saëns, 1872) - La Coupe du Roi de Thulé, opera (Eugène Diaz, 1873) - Ève, oratorio (Jules Massenet, 1875) - Le Déluge, oratorio (Camille Saint-Saëns, 1876) - La Clé d'Or; opera (Eugène Gautier, 1877) - Le roi de Lahore, opera (Jules Massenet, 1877) - Cinq-Mars, opera (Charles Gounod, 1877) - Étienne Marcel, opera (Camille Saint-Saëns, 1879) | - Le Vénitien, opera (Albert Cahen, 1880) - Le Cid, opera (Jules Massenet, 1885) - Patrie!, opera (Émile Paladilhe, 1886) - Proserpine, opera (Camille Saint-Saëns, 1887) - Michel Columb, opera (Louis Bourgault-Ducoudray, 1887) - Ascanio, opera (Camille Saint-Saëns, 1890) - Stratonice, opera (Émile-Eugène-Alix Fournier, 1892) - Le Rêve, opera (Alfred Bruneau, 1891) - Thamara, opera (Louis Bourgault-Ducoudray, 1891) - Les Saintes-Maries-de-la-Mer, oratorio (Émile Paladilhe, 1892) - L'Attaque du moulin, opera (Alfred Bruneau, 1893) - Thaïs, opera (Jules Massenet, 1894) - Frédégonde, opera (Ernest Guiraud and Camille Saint-Saëns, 1895) | - Le Chevalier Jean, opera (Victorin de Joncières, 1885) - Photis, opera (Edmond Audran, 1895) - Xavière, opera (Théodore Dubois, 1895) - Ping-Sîn, opera (Henri Maréchal, 1895) - La Femme de Claude, opera (Albert Cahen, 1896) - Le Drac, opera (Paul and Lucien Hillemacher, 1896) - Moïna, opera (Isidore de Lara, 1897) - Le Spahi, opera (Lucien Lambert, 1897) - Déjanire, tragedia, (musiche di scena di Camille Saint-Saëns, 1898) - Lancelot, opera (Victorin de Joncières, 1900) - Les Guelfes, opera (Benjamin Godard, 1902) - Titania, opera (Georges Hüe, 1903) |

### Novelle
- Les confidences d'un baiser
- Le Capitaine Satan
- Saltimbanques
- Le Petit Docteur